# Плавання на літніх Олімпійських іграх 2012
Змагання з плавання на літніх Олімпійських іграх 2012 відбулися з 28 липня по 4 серпня в Лондонському акватик-центрі та на озері Серпентайн у Гайд-парку. У змаганнях розігрувалися 34 комплекти нагород, 17 для чловіків та 17 для жінок. Було встановлено 9 світових та 25 олімпійських рекордів.

## Учасники
Міжнародна федерація плавання на початку липня 2012 року заявила, що у змаганнях з плавання на олімпіаді 2012 братимуть участь 166 країн. Країни-учасниці (у дужках — кількість спортсменів):
- Албанія (2)
- Алжир (1)
- Американське Самоа (2)
- Андорра (2)
- Ангола (2)
- Антигуа і Барбуда (2)
- Аргентина (4)
- Вірменія (2)
- Аруба (2)
- Австралія (47)
- Австрія (11)
- Азербайджан (2)
- Багамські Острови (1)
- Бахрейн (2)
- Бангладеш (1)
- Барбадос (1)
- Білорусь (8)
- Бельгія (13)
- Бенін (1)
- Бермудські Острови (1)
- Болівія (2)
- Боснія і Герцеговина (2)
- Бразилія (19)
- Бруней (1)
- Болгарія (4)
- Буркіна-Фасо (2)
- Бурунді (2)
- Камерун (2)
- Камбоджа (2)
- Канада (33)
- Кайманові Острови (2)
- Центральноафриканська Республіка (1)
- Чилі (1)
- Китай (51)
- Китайський Тайбей (3)
- Колумбія (3)
- Коморські Острови (1)
- Конго (2)
- Острови Кука (2)
- Коста-Рика (2)
- Кот-д'Івуар (2)
- Хорватія (4)
- Куба (2)
- Кіпр (1)
- Чехія (6)
- Данія (10)
- Джибуті (1)
- Домініканська Республіка (2)
- Еквадор (3)
- Єгипет (3)
- Сальвадор (2)
- Естонія (2)
- Ефіопія (2)
- Фіджі (2)
- Фінляндія (7)
- Франція (31)
- Грузія (1)
- Німеччина (30)
- Велика Британія (44)
- Греція (14)
- Гренада (1)
- Гуам (3)
- Гватемала (1)
- Гвінея (1)
- Гвіана (2)
- Гондурас (2)
- Гонконг (3)
- Угорщина (32)
- Ісландія (7)
- Індія (1)
- Індонезія (1)
- Іран (1)
- Ірак (1)
- Ірландія (4)
- Ізраїль (5)
- Італія (35)
- Ямайка (1)
- Японія (29)
- Йорданія (2)
- Казахстан (4)
- Кенія (2)
- Киргизстан (2)
- Кувейт (2)
- Лаос (1)
- Латвія (2)
- Ліван (2)
- Лесото (1)
- Лівія (1)
- Ліхтенштейн (1)
- Литва (4)
- Люксембург (1)
- Македонія (2)
- Мадагаскар (2)
- Малаві (1)
- Малайзія (2)
- Мальдіви (2)
- Малі (2)
- Мальта (2)
- Маврикій (2)
- Маршаллові Острови (2)
- Мексика (9)
- Федеративні Штати Мікронезії (2)
- Молдова (2)
- Монголія (2)
- Монако (1)
- Марокко (1)
- Мозамбік (2)
- Нідерланди (15)
- Непал (2)
- Нова Зеландія (17)
- Нікарагуа (2)
- Нігер (1)
- Норвегія (3)
- Пакистан (2)
- Палау (1)
- Палестина (2)
- Панама (1)
- Папуа Нова Гвінея (2)
- Парагвай (2)
- Перу (3)
- Філіппіни (2)
- Польща (19)
- Португалія (7)
- Пуерто-Рико (2)
- Катар (2)
- Румунія (4)
- Росія (35)
- Руанда (2)
- Сент-Люсія (1)
- Сент-Вінсент і Гренадини (1)
- Сан-Марино (1)
- Сенегал (2)
- Сербія (8)
- Сейшельські Острови (2)
- Сінгапур (5)
- Словаччина (5)
- Словенія (12)
- Південно-Африканська Республіка (20)
- Південна Корея (15)
- Іспанія (14)
- Шрі-Ланка (2)
- Судан (2)
- Суринам (2)
- Свазіленд (1)
- Швеція (12)
- Швейцарія (7)
- Сирія (2)
- Таджикистан (1)
- Танзанія (2)
- Тайланд (2)
- Того (1)
- Тонга (1)
- Тринідад і Тобаго (1)
- Туніс (4)
- Туреччина (6)
- Туркменістан (2)
- Уганда (2)
- Україна (14)
- Об'єднані Арабські Емірати (1)
- США (49)
- Уругвай (2)
- Узбекистан (2)
- Венесуела (10)
- В'єтнам (1)
- Віргінські Острови (1)
- Замбія (2)
- Зімбабве (1)

## Медалі

### Загальний залік
| Загальна кількість медалей | Загальна кількість медалей | Загальна кількість медалей | Загальна кількість медалей | Загальна кількість медалей | Олімпійські кільця |
| Місце                      | Країна                     | Золото                     | Срібло                     | Бронза                     | Всього             |
| 1                          | США                        | 16                         | 9                          | 6                          | 31                 |
| 2                          | Китай                      | 5                          | 2                          | 3                          | 10                 |
| 3                          | Франція                    | 4                          | 2                          | 1                          | 7                  |
| 4                          | Нідерланди                 | 2                          | 1                          | 1                          | 4                  |
| 5                          | ПАР                        | 2                          | 1                          | 0                          | 3                  |
| 6                          | Угорщина                   | 2                          | 0                          | 1                          | 3                  |
| 7                          | Австралія                  | 1                          | 6                          | 3                          | 10                 |
| 8                          | Туніс                      | 1                          | 0                          | 1                          | 2                  |
| 9                          | Литва                      | 1                          | 0                          | 0                          | 1                  |
| 10                         | Японія                     | 0                          | 3                          | 8                          | 11                 |
| 11                         | Росія                      | 0                          | 2                          | 2                          | 4                  |
| 12                         | Білорусь                   | 0                          | 2                          | 0                          | 2                  |
| 12                         | Іспанія                    | 0                          | 2                          | 0                          | 2                  |
| 12                         | Південна Корея             | 0                          | 2                          | 0                          | 2                  |
| 15                         | Канада                     | 0                          | 1                          | 2                          | 3                  |
| 15                         | Велика Британія            | 0                          | 1                          | 2                          | 3                  |
| 17                         | Бразилія                   | 0                          | 1                          | 1                          | 2                  |
| 18                         | Німеччина                  | 0                          | 1                          | 0                          | 1                  |
| 19                         | Італія                     | 0                          | 0                          | 1                          | 1                  |
| Всього                     | Всього                     | 34                         | 36                         | 32                         | 102                |

Примітка: У дисциплінах 200 м вільним стилем (чоловіки) та 100 м батерфляєм (чоловіки) не вручалися бронзові нагороди, оскільки срібні призери прийшли з однаковим часом.

### Медалісти

#### Чоловіки
| Дисципліна | Золото | Золото         | Срібло | Срібло               | Бронза | Бронза                                           |
| --- | --- | -------------- | --- | -------------------- | --- | ------------------------------------------------ |
| 50 м вільним стилем | Флоран Маноду · Франція (FRA) | 21,34          | Каллен Джонс · США (USA) | 21,54                | Сезар Сьєло · Бразилія (BRA) | 21,59                                            |
| 100 м вільним стилем | Натан Едрієн · США (USA) | 47,52          | Джеймс Магнуссен · Австралія (AUS) | 47,53                | Брент Гейден · Канада (CAN) | 47,80                                            |
| 200 м вільним стилем | Яннік Аньєль · Франція (FRA) | 1:43,14 NR     | Пак Тхе Хван · Південна Корея (KOR) · Сунь Ян · Китай (CHN)                                                                                                  | 1:44,93 NR (для CHN) | Не вручали, оскільки вручено дві срібні нагороди | Не вручали, оскільки вручено дві срібні нагороди |
| 400 м вільним стилем | Сунь Ян · Китай (CHN) | 3:40,14 OR, AS | Пак Тхе Хван · Південна Корея (KOR) | 3:42,06              | Пітер Вандеркаай · США (USA) | 3:44,69                                          |
| 1500 м вільним стилем | Сунь Ян · Китай (CHN) | 14:31,02 WR    | Раян Кокрейн · Канада (CAN) | 14:39,63 AM          | Уссама Меллулі · Туніс (TUN) | 14:40,31                                         |
| | |                | |                      | |                                                  |
| 100 м на спині | Метт Греверс · США (USA) | 52,16 OR       | Нік Томан · США (USA) | 52,92                | Іріє Рьосуке · Японія (JPN) | 52,97                                            |
| 200 м на спині | Тайлер Клері · США (USA) | 1:53,41 OR     | Іріє Рьосуке · Японія (JPN) | 1:53,78              | Раян Лохте · США (USA) | 1:53,94                                          |
| | |                | |                      | |                                                  |
| 100 м брасом | Камерон ван дер Бур · ПАР (RSA) | 58,46 WR       | Крістіан Спренджер · Австралія (AUS) | 58,93                | Брендан Гансен · США (USA) | 59,49                                            |
| 200 м брасом | Даніел Гюрта · Угорщина (HUN) | 2:07,28 WR     | Майкл Джеймісон · Велика Британія (GBR) | 2:07,43              | Татейші Рьо · Японія (JPN) | 2:08,29                                          |
| | |                | |                      | |                                                  |
| 100 м батерфляєм | Майкл Фелпс · США (USA) | 51,21          | Чад ле Клос · ПАР (RSA) · Євген Коротишкін · Росія (RUS) | 51,44                | Не вручали, оскільки вручено дві срібні нагороди | Не вручали, оскільки вручено дві срібні нагороди |
| 200 м батерфляєм | Чад ле Клос · ПАР (RSA) | 1:52,96 AF     | Майкл Фелпс · США (USA) | 1:53,01              | Такеші Мацуда · Японія (JPN) | 1:53,21                                          |
| | |                | |                      | |                                                  |
| 200 м комплексом | Майкл Фелпс · США (USA) | 1:54,27        | Раян Лохте · США (USA) | 1:54,90              | Ласло Чех · Угорщина (HUN) | 1:56,22                                          |
| 400 м комплексом | Раян Лохте · США (USA) | 4:05,18        | Тьяго Перейра · Бразилія (BRA) | 4:08,86 =SA          | Хаґіно Косуке · Японія (JPN) | 4:08,94 AS                                       |
| | |                | |                      | |                                                  |
| 4×100 м вільним стилем | Франція (FRA) Аморі Лево (48,13) Фаб'ян Жіло (47,67) Клеман Лефер (47,39) Яннік Аньєль (46,74) Ален Бернар[a] Жеремі Стравю[a]                              | 3:09,93        | США (USA) Натан Едрієн (47,89) Майкл Фелпс (47,15) Каллен Джонс (47,60) Раян Лохте (47,74) Джиммі Фейген[a] Метт Греверс[a] Ріккі Беренс[a] Джейсон Лезак[a] | 3:10,38              | Росія (RUS) Андрій Гречин (48,57) Микита Лобінцев (47,39) Володимир Морозов (47,85) Данило Ізотов (47,60) Євген Лагунов[a] Сергій Фесіков[a]           | 3:11,41                                          |
| 4×200 м вільним стилем | США (USA) Раян Лохте (1:45,15) Конор Дваєр (1:45,23) Рікі Беренс (1:45,27) Майкл Фелпс (1:44,05) Чарлі Гоучін[a] Метт Маклін[a] Девіс Тарвотер[a]           | 6:59,70        | Франція (FRA) Аморі Лево (1:46,70) Грегорі Малле (1:46,83) Клеман Лефер (1:46,00) Яннік Аньєль (1:43,24) Жеремі Стравіюс[a]                                  | 7:02,77 NR           | Китай (CHN) Хао Юнь (1:47,12) Лі Юньці (1:46,46) Цзян Хайці (1:47,17) Сунь Ян (1:45,55) Лю Чжіву[a] Дай Цзюнь[a]                                       | 7:06,30                                          |
| 4×100 м комплексом | США (USA) Метт Греверс (52,58) Брендан Гансен (59,19) Майкл Фелпс (50,73) Натан Адріан (46,85) Нік Томан[a] Ерік Шанто[a] Тайлер Макгілл[a] Каллен Джонс[a] | 3:29,35        | Японія (JPN) Рьосуке Іріе (52,92) Косуке Кітаджіма (58,64) Такесі Мацуда (51,20) Такуро Фудзії (48,50)                                                       | 3:31,26              | Австралія (AUS) Гейден Стоккел (53,71) Крістіан Спренджер (59,05) Метт Таргетт (51,60) Джеймс Магнуссен (47,22) Брентон Рікард[a] Томмасо Д'Орсонья[a] | 3:31,58                                          |
| | |                | |                      | |                                                  |
| 10 км у відкритій воді, марафон | Уссама Меллулі · Туніс (TUN) | 1:49:55,1      | Томас Лурц · Німеччина (GER) | 1:49:58,5            | Річард Вейнбергер · Канада (CAN) | 1:50:00,3                                        |
| AF Рекорд Африки \| AM Рекорд Америки \| AS Рекорд Азії \| ER Рекорд Європи \| OC Рекорд Австралії та Океанії \| OR Олімпійський рекорд \| WR Світовий рекорд \| NR Національний рекорд (Якщо встановлено світовий рекорд, то він є також олімпійським рекордом, рекордом відповідної частини світу і національним рекордом. Рекорд частини світу включає в себе національний рекорд). | |                | |                      | |                                                  |

a  Плавці, що брали участь тільки у попередніх запливах, але отримали медалі.

#### Жінки
| Дисципліна | Золото | Золото         | Срібло | Срібло      | Бронза | Бронза     |
| --- | --- | -------------- | --- | ----------- | --- | ---------- |
| 50 м вільним стилем | Раномі Кромовідьойо · Нідерланди (NED) | 24,05 OR       | Олександра Герасименя · Білорусь (BLR) | 24,28 NR    | Марлен Велдгойс · Нідерланди (NED) | 24,39      |
| 100 м вільним стилем | Раномі Кромовідьойо · Нідерланди (NED) | 53,00 OR       | Олександра Герасименя · Білорусь (BLR) | 53,38       | Тан І · Китай (CHN) | 53,44      |
| 200 м вільним стилем | Еллісон Шмітт · США (USA) | 1:53,61 OR, AM | Камій Мюффа · Франція (FRA) | 1:55,58     | Бронте Барратт · Австралія (AUS) | 1:55,81    |
| 400 м вільним стилем | Камій Мюффа · Франція (FRA) | 4:01,45 OR     | Еллісон Шмітт · США (USA) | 4:01,77 AM  | Ребекка Едлінгтон · Велика Британія (GBR) | 4:03,01    |
| 800 м вільним стилем | Кейті Ледекі · США (USA) | 8:14,63 AM     | Мірея Бельмонте Гарсія · Іспанія (ESP) | 8:18,76 NR  | Ребекка Едлінгтон · Велика Британія (GBR) | 8:20,32    |
| | |                | |             | |            |
| 100 м на спині | Міссі Франклін · США (USA) | 58,33 AM       | Емілі Сібом · Австралія (AUS) | 58,68       | Теракава Ая · Японія (JPN) | 58,83 AS   |
| 200 м на спині | Міссі Франклін · США (USA) | 2:04,06 WR     | Анастасія Зуєва · Росія (RUS) | 2:05,92     | Елізабет Бейсел · США (USA) | 2:06,55    |
| | |                | |             | |            |
| 100 м брасом | Рута Мейлутіте · Литва (LTU) | 1:05,47        | Ребекка Соні · США (USA) | 1:05,55     | Судзукі Сатомі · Японія (JPN) | 1:06,46    |
| 200 м брасом | Ребекка Соні · США (USA) | 2:19,59 WR     | Судзукі Сатомі · Японія (JPN) | 2:20,72 =AS | Юлія Єфімова · Росія (RUS) | 2:20,92 ER |
| | |                | |             | |            |
| 100 м батерфляєм | Дана Воллмер · США (USA) | 55,98 WR       | Лу Ін · Китай (CHN) | 56,87       | Алісія Кауттс · Австралія (AUS) | 56,94      |
| 200 м батерфляєм | Цзяо Люян · Китай (CHN) | 2:04,06 OR     | Мірея Бельмонте Гарсія · Іспанія (ESP) | 2:05,25 NR  | Хосі Нацумі · Японія (JPN) | 2:05,48    |
| | |                | |             | |            |
| 200 м комплексом | Є Шівень · Китай (CHN) | 2:07,57 OR, AS | Алісія Кауттс · Австралія (AUS) | 2:08,15     | Кейтлін Леверенз · США (USA) | 2:08,95    |
| 400 м комплексом | Є Шівень · Китай (CHN) | 4:28,43 WR     | Елізабет Бейзел · США (USA) | 4:31,27     | Лі Сюаньсюй · Китай (CHN) | 4:32,91    |
| | |                | |             | |            |
| 4×100 м вільним стилем | Австралія (AUS) Алісія Кауттс (53,90) Кейт Кемпбелл (53,19) Бріттані Елмслі (53,41) Мелані Скленджер (52,65) Емілі Сібом[b] Йолан Кукла[b] Ліббі Тріккетт[b]           | 3:33,15 OR     | Нідерланди (NED) Інґе Деккер (54,67) Марлен Велдгойс (53,80) Фемке Гемскерк (53,39) Раномі Кромовідьойо (51,93) Гінкелін Схредер[b]                                                    | 3:33,79     | США (USA) Міссі Франклін (53,52) Джессіка Гарді (53,53) Лія Ніл (53,65) Еллісон Шмітт (53,54) Аманда Вейр[b] Наталі Кафлін[b]                    | 3:34,24 AM |
| 4×200 м вільним стилем | США (USA) Міссі Франклін (1:55,96) Дана Воллмер (1:56,02) Шеннон Вріленд (1:56,85) Еллісон Шмітт (1:54,09) Лорен Пердю[b] Алісса Андерсон[b]                           | 7:42,92 OR, AM | Австралія (AUS) Бронте Барратт (1:55,76) Мелані Скленджер (1:55,62) Кайлі Палмер (1:56,91) Алісія Кауттс (1:56,12) Бріттані Елмслі[b] Анджі Бейнбрідж[b] Джейд Нілсен[b] Блер Еванс[b] | 7:44,41     | Франція (FRA) Камій Мюффа (1:55,51) Шарлотт Бонне (1:57,78) Офелі-Сірієлл Етьєн (1:58,05) Коралі Балмі (1:56,15) Марго Фаррелл[b] Мілен Лазар[b] | 7:47,49 NR |
| 4×100 м комплексом | США (USA) Міссі Франклін (58,50) Ребекка Соні (1:04,82) Дана Воллмер (55,48) Еллісон Шмітт (53,25) Рейчел Бутсма[b] Бріджа Ларсон[b] Клер Донах'ю[b] Джессіка Гарді[b] | 3:52,05 WR     | Австралія (AUS) Емілі Сібом (59,01) Лісель Джонс (1:06,06) Алісія Кауттс (56,41) Мелані Скленджер (52,54) Бріттані Елмслі[b]                                                           | 3:54,02     | Японія (JPN) Ая Теракава (58,99) Сатомі Судзукі (1:05,96) Юка Като (57,36) Харука Уеда (53,42)                                                   | 3:55,73    |
| | |                | |             | |            |
| 10 км у відкритій воді, марафон | Ева Рістов · Угорщина (HUN) | 1:57:38,2      | Гейлі Андерсон · США (USA) | 1:57:38,6   | Мартіна Грімальді · Італія (ITA) | 1:57:41,8  |
| AF Рекорд Африки \| AM Рекорд Америки \| AS Рекорд Азії \| ER Рекорд Європи \| OC Рекорд Австралії та Океанії \| OR Олімпійський рекорд \| WR Світовий рекорд \| NR Національний рекорд (Якщо встановлено світовий рекорд, то він є також олімпійським рекордом, рекордом відповідної частини світу і національним рекордом. Рекорд частини світу включає в себе національний рекорд). | |                | |             | |            |

b  Плавчині, що брали участь тільки у попередніх запливах, але отримали медалі.